# Перайш
Перайш (порт. Perais)  —  населённый пункт и район в Португалии,  входит в округ Каштелу-Бранку. Является составной частью муниципалитета  Вила-Велья-де-Родан. По старому административному делению входил в провинцию Бейра-Байша. Входит в экономико-статистический  субрегион Бейра-Интериор-Сул, который входит в Центральный регион. Население составляет 589 человек на 2001 год. Занимает площадь 81,84 км².